# Quận Pike, Alabama
Quận Pike là một quận thuộc tiểu bang Alabama, Hoa Kỳ. Theo điều tra dân số năm 2000 của Cục điều tra dân số Hoa Kỳ, quận có dân số 29.605 người. Quận lỵ đóng ở Troy. Quận được đặt tên theo Zebulon Pike, một nhà thám hiểm đã dẫn đầu đoàn thám hiểm đến nam Colorado và đã phát hiện ra đỉnh Pikes năm 1806.